# Ambroise Challe
Pour les articles homonymes, voir Challe.
Ambroise Challe est né le 13 juin 1799 à Auxerre (Yonne) et mort le 28 février 1883. Il est promu officier de la Légion d'honneur le 12 août 1853. Il fut avocat, historien et homme politique français.

## Rôles
- Conseiller municipal d’Auxerre en 1830, puis de 1851 à 1865.
- Conseiller de préfecture de l'Yonne de 1830 à 1848.
- Conseiller général de l’Yonne pour le canton de Charny de 1849 à 1870.
- Maire d'Auxerre sous le Second Empire du 14/12/1865 au 14/08/1870 et sous la IIIe République du 19/02/1874 au 13/05/1876.
- Membre fondateur de la Société des sciences historiques et naturelles de l'Yonne dont il fut le président de 1858 à 1883.
- Membre de la Société Centrale d’Agriculture.
- Membre de la Société Française pour la Conservation des Monuments.
- Membre de l’Institut des Provinces.
- Membre de nombreuses sociétés scientifiques, historiques ou archéologiques et de nombreuses commissions et bureaux.

Il est élu le 4 février 1864 à l'Académie des sciences, belles-lettres et arts de Savoie, avec pour titre académique Agrégé.

## Publications
Livres
- Jean Lebeuf (abbé), Ambroise Challe et Maximilien Quantin, Mémoires concernant l’histoire ecclésiastique et civile d’Auxerre : continués jusqu'à nos jours avec addition de nouvelles preuves et annotations, vol. 1, 1848, 544 p. (lire en ligne)
- Jean Lebeuf (abbé), Ambroise Challe et Maximilien Quantin, Mémoires concernant l’histoire ecclésiastique et civile d’Auxerre : continués jusqu'à nos jours avec addition de nouvelles preuves et annotations, vol. 2, Auxerre, Perriquet, 1851, 553 p. (lire en ligne)
- Histoire des guerres du calvinisme et de la ligue dans l’Auxerrois, le Sénonais et les autres contrées qui forment aujourd’hui le département de l’Yonne, Auxerre, 1863
- A. Challe, La Puisaie et le Gâtinais dans le département de l'Yonne, Auxerre, Imprimerie de Gustave Perriquet, 1872.
- Histoire de l'Auxerrois, son territoire, son diocèse, son comité, ses baronnies, son bailliage et ses institutions coutumières et municipales, publié par la Société des Sciences historiques et naturelles de l'Yonne, éd. Ernest Thorin, Paris, 1878 (lire en ligne)
- A. Challe, Histoire de la ville et du comté de Joigny, Auxerre, G. Rouillé, 1883, 110 p. (lire en ligne).

Articles
- Jehan Regnier, poète Auxerrois au XVe siècle, Annuaire statistique du Département de l'Yonne, 1843. pp. 264-326 ; et dans  Bulletin de la Société des Sciences Historiques et Naturelles de l'Yonne, vol. 27, 1. 1873. S. 377-403
- Des œuvres musicales de l'abbé Lebeuf, Société des Sciences historiques et naturelles de l'Yonne, Auxerre, 1851
- Fouilles de Fontenoy (antiquites gallo-romaines), Bulletin de la Société des Sciences Historiques et Naturelles de l'Yonne, vol. 6. 1852. pp. 266-270
- Inscription latine trouvée à Autun, Bulletin de la Société des Sciences Historiques et Naturelles de l'Yonne, vol. 6. 1852. pp. 378-385
- Origines historiques attribuées à Auxerre, Bulletin de la Société des Sciences Historiques et Naturelles de l'Yonne, vol. 7. 1853. pp. 383-404
- Essai sur les monnaies trouvées à Auxerre dans les déblaiements de la promenade du Temple, Bulletin de la Société des Sciences Historiques et Naturelles de l'Yonne, vol. 8. 1854. pp. 139-160
- Entraves à la libre culture de la vigne dans l'Auxerrois, Bulletin de la Société des Sciences Historiques et Naturelles de l'Yonne, vol. 10. 1856. pp. 364-366
- Odoranne de Sens, écrivain et artiste du commencement du XIe siècle, Bulletin de la Société des Sciences Historiques et Naturelles de l'Yonne, vol. 10. 1856. pp. 275-316
- Le siège d'Avallon en 1433, Bulletin de la Société des Sciences Historiques et Naturelles de l'Yonne, vol. 11. 1857. p. 386
- Débris de constructions romaines sur le bord de la route départementale n° 9, à 1500 m d'Auxerre, au-dessous de la Fontaine de Sainte-Geneviève, Bulletin de la Société des Sciences Historiques et Naturelles de l'Yonne, vol. 12. 1858/59. pp. 102-104
- Cellier monumental trouvé sous l'ancienne halle au blé d'Auxerre, Bulletin de la Société des Sciences Historiques et Naturelles de l'Yonne, vol. 13. 1859. pp. 15-47
- Sur deux agrafes mérovingiennes trouvées à Villy-sur-Serein, Bulletin de la Société des Sciences Historiques et Naturelles de l'Yonne, vol. 14. 1860. pp. 5-14
- Sur le véritable emplacement de la bataille de Fontanetum (Fontenoy-en-Puisaie), Bulletin de la Société des Sciences Historiques et Naturelles de l'Yonne, vol. 14. 1860. pp. 44-76
- Un document inédit sur la bataille de Cravant (1423), Bulletin de la Société des Sciences Historiques et Naturelles de l'Yonne, vol. 14. 1860. pp. 102-116
- Capitulation de la ville de Saint-Quentin après l'abjuration de Henri IV, Bulletin de la Société des Sciences Historiques et Naturelles de l'Yonne, vol. 16, 3. 1862. pp. XXV-XLV
- Rapport sur la question des reliques de saint Germain, Bulletin de la Société des Sciences Historiques et Naturelles de l'Yonne, vol. 17, 1. 1863. pp. 476ff.
- Prérogative des évêques d'Auxerre d'étre, le jour de leur intronisation, portés sur les épaules des quatre premiers barons du diocèse, Bulletin de la Société des Sciences Historiques et Naturelles de l'Yonne, vol. 19, 3. 1865. pp. XX-XLII
- Sur l'emplacement de Genabum, observations en réponse au mémoire de M. Salomon, Bulletin de la Société des Sciences Historiques et Naturelles de l'Yonne, vol. 20, 1. 1866. pp. 122ff.
- Charte de rémission accordée par Charles V, régent, aux gens de Saint-Martin-sur-Ouanne et de Champignelles, coupables d'avoir payé une rançon aux bandes anglaises pour se racheter du pillage (1358), Bulletin de la Société des Sciences Historiques et Naturelles de l'Yonne, vol. 21, 3. 1867. pp. XXXVI-XIX
- Autissiodurum, Autricum, Aballo. Note à propos des articles du Dictionnaire archéologique de la Gaule, Bulletin de la Société des Sciences Historiques et Naturelles de l'Yonne, vol. 21, 1. 1867. pp. 50ff.
- Fouille de Saint-Aignan, ruines romaines de Lichy, Bulletin de la Société des Sciences Historiques et Naturelles de l'Yonne, vol. 23, 1. 1869. pp. 153-162
- Le retable de Lucy-sur-Cure, Bulletin de la Société des Sciences Historiques et Naturelles de l'Yonne, vol. 23, 1. 1869. pp. 176ff.
- Une légende de saint Germain, Bulletin de la Société des Sciences Historiques et Naturelles de l'Yonne, vol. 25, 1. 1871. pp. 42-48
- Les fontaines d'Auxerre, Bulletin de la Société des Sciences Historiques et Naturelles de l'Yonne, vol. 25, 1. 1871. pp. 5-41
- La Puisaye et le Gâtinais dans le département de l'Yonne, Bulletin de la Société des Sciences Historiques et Naturelles de l'Yonne, vol. 26, 1. 1872. pp. 5-246
- Les archives de la chambre des comptes du duché de Bourgogne: leurs révélations sur l'histoire de l'Auxerrois, Bulletin de la Société des Sciences Historiques et Naturelles de l'Yonne, vol. 29, 1. 1875. pp. 467-479
- Histoire du comté de Tonnerre, Bulletin de la Société des Sciences Historiques et Naturelles de l'Yonne, vol. 29, 1. 1875. pp. 64-324
- Gy-l'Evêque, Bulletin de la Société des Sciences Historiques et Naturelles de l'Yonne, vol. 31, 1. 1877. pp. 148-162
- La ballade funèbre d'Angelbert sur la bataille de Fontanetum, Bulletin de la Société des Sciences Historiques et Naturelles de l'Yonne, vol. 32, 1. 1878. pp. 178-189
- Supplément à l'histoire de l'Auxerrois. Les possessions des comtes de Champagne dans l'Auxerrois et le Nivernais, Bulletin de la Société des Sciences Historiques et Naturelles de l'Yonne, vol. 33, 1. 1879. pp. 82-87
- L'horloge d'Auxerre, Bulletin de la Société des Sciences Historiques et Naturelles de l'Yonne, vol. 33, 1. 1879. pp. 105-107
- Les possessions des comtes de Champagne dans l'Auxerrois et le Nivernais, Revue de Champagne et de Brie, 1879. pp. 332-337
- M. Gelez et les archives de la ville de Noyers, Bulletin de la Société des Sciences Historiques et Naturelles de l'Yonne, vol. 34, 1. 1880. pp. 193-210
- La léproserie de Sainte-Marguerite, l'église de Saint-Siméon et le château des Choux, Bulletin de la Société des Sciences Historiques et Naturelles de l'Yonne, vol. 34, 1. 1880. pp. 349-365
- « Chronique secrète de Saint-Germain d'Auxerre (les cent dernières années de cette abbaye) », Bulletin de la Société des Sciences Historiques et Naturelles de l'Yonne, vol. 35, no 1,‎ 1881, p. 5-21 (lire en ligne, consulté le 26 mai 2018).
- « Les chroniqueurs sénonais du Moyen Âge: Odoranne, Clarius et Geoffroy de Courion. De la valeur historique de Geoffroy de Courlon », Bulletin de la Société des Sciences Historiques et Naturelles de l'Yonne, vol. 35, no 1,‎ 1881, p. 77-90 (lire en ligne, consulté le 25 mai 2018).